# Kød
Kød består af væv fra dyr, primært muskelvæv og det tilhørende fedt, der anvendes som føde. Ud over muskelvæv anvendes indvolde som lever, lunger og nyrer samt fedt, hud, marv m.m. Kød indeholder typisk store mængder protein og er en betydelig kilde til dækning af menneskets  behov for tilførsel af proteiner til opbygning og vedligeholdelse af energi og muskler.
De mest almindelige typer kød, som indtages i Danmark, stammer fra kylling eller andre typer fjerkræ (høns, and, gås, kalkun m.m.), svin, lam, kvæg (køer og kalve) samt fisk.
I andre lande bliver der også spist heste, hunde, frøer, kaniner osv. Derudover bliver vilde dyr jaget for at blive spist. Fx hvaler, harer eller aber.
Disse andre dyr spises også i Danmark.
Den samlede kødindustri omfatter en kompleks sammenhæng af virksomheder og produktionsformer fra kødproduktion hos landmændene, slagtning og forarbejdning i slagterier og evt. videreforarbejdning af specialindustrier eller hos slagtermestre og supermarkeder inden for detailhandelen. I tilknytning hertil findes et vidt forgrenet netværk af transportvirksomheder, der også varetager transport af levende dyr til slagterier, kølevogne til transport af ubehandlet kød eller halvfabrikata fra slagteri til videreforarbejdende industrier samt transport af færdigbearbejdede varer fra producent til de enkelte fødevarebutikker, hvorfra varerne sælges til forbrugerne.

## Ernæringsmæssige fordele og ulemper
Kød er rig på protein, jern og zink samt A- og D-vitamin, thiamin, riboflavin, B6-vitamin og folat. Desuden bevirker den såkaldt kødfaktor, at jern og zink optages bedre, når kød indtages. Den type jern, der findes i kød, også kaldt hæmjern, optages bedre end non-hæmjern, som findes i planteføde.
I de senere år er tvivl om, hvorvidt de ernæringsmæssige fordele ved indtagelse af kød kan opveje ulemperne. Indtagelse af kød kan forbindes med højere risiko for at udvikle lungekræft, tyktarmskræft, brystkræft, prostatakræft, leverkræft og kræft i bugspytkirtlen . Kødindtagelse er også forbundet med en højere risiko for hjertesygdomme.
Desuden er der også risici forbundet med kødets høje jernindhold. En Harvard-undersøgelse fra 2006 har vist, at kvinder med et højt indtag af hæmjern, som kun findes i animalske produkter, har større risiko for at udvikle type-2 diabetes.

## Etiske problemstillinger
Kødproduktionen rejser flere etiske spørgsmål. For det første mener nogle at det er problematisk at slå dyr ihjel for at spise, når det ikke er nødvendigt at spise kød for at overleve (proteinbehovet kan dækkes med føde bestående af planter; velegnede bælgfrugter, bestemte nødder, kerner og kornprodukter af varierede og gode vegetabilske kilder til proteiner). Den grund er nok til, at nogle mennesker bliver vegetarer.
Et andet vigtigt etisk problem er fordelingen af ressourcer. Kødproduktionen lægger beslag på en stor del af de afgrøder, der dyrkes i verden. Ud over den miljømæssige belasting er det også et etisk problem, når sult og fejlernæring er et stort problem i fattige lande.

## Miljømæssige problemer ved kødproduktion
Kødproduktionen udleder drivhusgasser, forurener grundvandet,  medvirker til skovrydning og ødelægger økosystemer
.
I Danmark og Verden overgås kødproduktionens fossil-CO2-udslip af transportsektoren[kilde mangler]. Til gengæld udledes der ved kødproduktion store mængder lattergas og metan, der har en kraftigere drivhusvirkning end CO2. En fremtidig vinderteknologi kan derfor være at indvinde disse to problematiske affaldsprodukter i staldmiljøet[kilde mangler]. Metan (naturgas) er en glimrende energikilde. Da husdyr, der går frit på markerne, udleder metan og lattergas direkte til omgivelserne – og ikke i en stald – vil det være nærmest umuligt at begrænse udslippet ved denne form for husdyrhold. Man formoder, at fritgående drift er bedre for dyrenes trivsel, men værre for miljøet[kilde mangler].
Også dyrenes faste og flydende affaldsstoffer som gylle og kokasser er miljøproblematiske. Stort udslip af disse stoffer kan tilføre næringsstoffer til områder, hvor menneskene ikke umiddelbart kan drage nytte af dem. Fx grundvand, åer og have.
Tilførsel af dyregødning til kystnære områder resulterer i kraftigt øget algevækst. Forskere har foreslået, at der gøres forsøg med at dyrke vandplanter eller alger i de næringsrige vande. Disse vandplanter eller alger foreslås derefter anvendt til fremstilling af bioethanol[kilde mangler].
Dyrenes vejrtrækning udgør kun en lille del af den udledning af CO2 og metan, som kødproduktionen forårsager. Den største del udledes indirekte igennem:
- forbrænding af fossile brændstoffer til produktionen af kunstgødning, der bruges til foderproduktion;
- metan udledt fra nedbrydning af kunstgødning og fra animalsk gødning (som gylle);
- ændringer i brugen af jorden til foderproduktion og til græsning;
- ødelæggelse af jorden;
- fossile brændstoffer brugt under produktionen af foder og dyreavl;
- fossile brændstoffer brugt til produktionen og transporten af forarbejdede og nedkølet eller frosset animalske produkter.

Når disse faktorer tages i betragtning, har FAO beregnet, at kødproduktionens andel i udledningen af menneskeskabt CO2 er 9%, for metan 35-40%, for lattergas 65%.

## Laboratoriefremstillet kød
I takt med, at bevidstheden om den globale opvarmning og dermed nødvendigheden af at reducere udledningen af drivhusgasser er steget, er der blevet interesse for at udvikle metoder til at fremstille kød i laboratorier i stedet for på traditionel vis ved dyrehold i det animalske landbrug. En produktion af sådant dyrket kød kan potentielt afhjælpe klima- og andre miljøproblemer samt reducere problemer med dyrevelfærd og frigøre store landbrugsarealer til andre formål. Det er i dag muligt at fremstille kød af stamceller i laboratorier, men teknikken er endnu ikke kommercielt konkurrencedygtig. I Singapore er det som det første sted i verden i 2024 muligt for almindelige forbrugere at købe kunstigt fremstillet kød i dagligvareforretninger.